# Manhole (manga)
Manhole (マンホール? lett. "tombino") è un manga seinen scritto e illustrato da Tetsuya Tsutsui, serializzato dal 2004 al 2006 su Young Gangan. Si tratta della prima opera su più volumi dell'autore.

## Trama
Un uomo nudo e insanguinato vaga per la via principale di Sasahara. Dopo essere stato spinto via da Yoichi Amamiya, un giovane studente, l'uomo si accascia al suolo e muore. Su luogo dell'incidente arrivano il commissario Ken Mizoguchi e la sua assistente Nao Inoue.
I due poliziotti scopriranno che l'uomo è morto a causa di una forma sconosciuta di filariosi, mentre le vittime aumentano e l'intero Giappone potrebbe essere in pericolo. Ma quella che sembra un'epidemia casuale è in realtà frutto del piano malato di un uomo, ordito dal buio dei tombini della città.

## Personaggi
Ken Mizoguchi (溝口健?, Mizoguchi Ken)
Detective della sezione investigativa del commissariato di Sasahara, soprannominato Ken. Uomo dalla corporatura massiccia, porta sempre dei lecca lecca in bocca per aiutarlo a smettere di fumare, ma tiene gelosamente da parte quello alla fragola per il giorno in cui riuscirà davvero a smettere. È in servizio a Sasahara da meno di quattro anni, ma per i colleghi è un indelebile punto di riferimento. Dal carattere pacato, gestisce le indagini come da procedura, anteponendo il dovere, ma al momento del bisogno non esita a gettarsi capofitto nel pericolo. Verrà contagiato dalla filariosi in una di queste occasioni, entrando a contatto con del sangue infetto durante l'incidente di Taketoyomachi, ma si salverà perdendo solo un occhio, visto che il suo cervello non è stato intaccato dalle filarie. Rimprovera spesso la sua assistente Nao Inoue, ma la rispetta molto.
Nao Inoue (井上菜緒?, Inoue Nao)
Assistente del detective Mizoguchi, è ancora una novellina. Minuta, più fragile e spontanea del suo meno giovane partner, per il quale prova qualcosa, dà comunque il suo contributo alle indagini soprattutto grazie alle proprie capacità deduttive. Quando Mizoguchi viene contagiato, dà prova di grande coraggio portando praticamente da sola avanti il caso a ogni costo e arrestando infine Hiroshi Kurosawa. Licenziatasi per fare da cameriera, si ricongiungerà con Mizoguchi, che la riassume in polizia.
Masaaki Mizuno (水野正章?, Mizuno Masaaki)
L'antagonista della serie, il cui vero nome è Hiroshi Kurokawa (黒川宏?, Kurokawa Hiroshi). Si nasconde sotto l'identità di un fotografo paesaggista che, durante un viaggio in Botswana, aveva scoperto una tribù sconosciuta: particolarità di questa tribù erano l'occhio destro completamente cieco e una disciplina sovrumana, frutto entrambe di una filaria parassita che divora l'ipotalamo umano, sede di pulsioni primarie come fame, libido e sonno. Kurokawa si era imbattuto in questo studio dopo che un grave fatto l'aveva cambiato come persona: anni prima, Kurokawa era un biologo a capo di un'équipe di ricercatori in Hokkaidō che studiavano l'echinococcosi. A Sasahara, la sua amata nipotina venne rapita e stuprata dal pedofilo Masaki Tamura, il che la fece sprofondare in un mutismo catatonico. Kurokawa e sua moglie l'avevano accolta e curata a casa loro in Hokkaidō nella speranza che migliorasse, ma un giorno lui si era visto recapitare tre videocassette, scoprendo troppo tardi che Tamura aveva ripreso l'ordalia della bambina. Kurokawa si era costretto a guardare tutto senza distogliere lo sguardo e, perso in senno, aveva poi cominciato a ossessionarsi coi parassiti del cervello, ritenendolo l'unico modo di riportare in auge la lobotomia medica come sistema per incapacitare coloro incapaci di tenere a freno i propri istinti malati o criminosi. Interessatosi alla ricerca di Mizuno, era partito per il Botswana con 100 milioni di yen sottratti alla sua équipe, alla ricerca della "tribù dei guerci" e del loro parassita. Era riuscito a trovarli e ad impiantarsi la filaria, tenendola sotto controllo grazie alla volontà ferrea di portare avanti il suo piano. Rientrato in Giappone, aveva cominciato a lavorare in una linea di ascolto, trovando così la sua prima cavia, Yoshito Horikawa, un ludopata violento di cui i genitori volevano sbarazzarsi, seguito ovviamente da Tamura, ma il suo scopo era, più in grande, di usare la filaria per liberare la società dal crimine e dalla devianza. Dopo che Horikawa diventa quasi il paziente zero di un'epidemia di filariosi nel quartiere di Taketoyomachi a Sasahara, Kurokawa si concentra su un piromane attivo nella vicina città di Makino, cominciando a infettarne gli animali affinché questi poi passino il parassita a tutti gli abitanti, criminale compreso, ma viene fermato in tempo da Nao Inoue. Fermamente convinto della bontà del suo piano, di cui ha disseminato indizi affinché sia ricostruito, si suicida dichiarando che i posteri gli daranno ragione.
Shuichi Takimoto (滝本修一?, Takimoto Shūichi)
Detective della sezione investigativa del commissariato di Sasahara, soprannominato Taki. Un vecchio segugio, amico di Mizoguchi, indaga prevalentemente da solo. È stazionato a Sasahara da prima di Mizoguchi, a giudicare dalla conoscenza del caso Masaki Tamura. È lui ad interrogare Haruo Horikawa e ad identificare Hiroshi Kurokawa come sospetto nella lista di acquirenti del Resoconto di viaggio in Botswana di Masaaki Mizuno. Ammette che, se incontrasse Kurokawa, non riuscirebbe a dirgli: «nonostante quello che hai passato, hai sbagliato a fare quello che hai fatto».
Yoshiaki Minagawa (皆川喜晃?, Minagawa Yoshiaki)
Capo commissario della sezione criminale della prefettura di polizia di Kanagawa. Inizialmente disinteressato al caso, preferendo occuparsi di un presunto traffico d'armi che porterà al ritrovamento di sole 30 pistole, diventa l'estremamente zelante direttore dell'unità di crisi dopo l'incidente di Taketoyomachi. Non ha un grande istinto da poliziotto, sbagliando prima a identificare Hiroshi Kurokawa e poi ad immaginarne il piano. È anche molto arrogante, arrivando ad accusare Mizoguchi di essersi contagiato per aver indagato di testa sua. Quest'ultimo, d'altro canto, lo considera un burocrate che cerca di fare carriera in fretta con dei casi sensazionali.
Yoshito Horikawa (堀川義人?, Horikawa Yoshito)
Il primo "uomo del tombino". Trentaduenne disoccupato, si è rovinato con la sua ludopatia, giocandosi la casa dei genitori, che era solito picchiare per farsi dare i soldi, ai pachinko. Viene spedito dai genitori nel "centro" di Hiroshi Kurokawa, alla ricerca di cavie. Lobotomizzato" dalla filariosi, il suo unico istinto è ciononostante quello di tornare a casa. Per strada, scambia Yoichi Amamiya per sua madre e cerca di abbracciarlo, ma viene spinto a terra e muore sbattendo la testa sull'asfalto. Mizoguchi e Inoue gli dedicano un momento di silenzio, una volta ricostruita la sua storia.
Masaki Tamura (田村雅樹?, Tamura Masaki)
Il secondo "uomo del tombino". Ventiseienne, è un pedofilo dall'aspetto sgradevole. Dopo il liceo, ha frequentato un corso d'animazione e infatti è bravo a disegnare, ma ora è disoccupato e vive in uno squallido monolocale decorato con dakimakura e poster erotici. Quattro anni prima, aveva rapito una bambina delle elementari a bordo di un furgone bianco e l'aveva violentata, filmandone l'atto in tre videocassette che aveva inviato al nonno paterno della bambina, Hiroshi Kurokawa. Non sono chiari i risvolti giudiziari del fatto, ma quattro anni più tardi viene ricattato da Kurokawa sotto falso nome riguardo ai suoi precedenti. Oggi, sembra soffrire per quanto fatto, tanto che, una volta "lobotomizzato" dalla filariosi, il suo unico istinto è quello di recarsi in quella che crede essere casa della sua vittima per chiedere perdono: spaventata una ragazza col proprio aspetto, la insegue per restituirle la borsa. Pur concordi nel definirlo «un rifiuto umano», Mizoguchi e Takimoto arrivano a provare un briciolo di pietà per lui.
Yoichi Amamiya (雨宮洋一?, Amamiya Yōichi)
Giovane studente, viene contagiato con un rigurgito di sangue in faccia da Yoshito Horikawa, che uccide per sbaglio spingendolo in preda al panico. A sua insaputa, Yoichi trasmette la filariosi alla sua ragazza, Mika Sekiguchi, passando la notte assieme nel suo appartamento. Inizialmente non vuole parlare con la polizia, ma poi decide farlo per avere una scusa con cui bigiare i compiti di sociologia. L'improvviso manifestarsi del parassita lo fa morire investito mentre cerca di attraversare la strada quasi alla cieca. Il suo ultimo pensiero è per Mika. Il suo volto aveva una sorprendente somiglianza con quello di Yoshito, Toshie.
Mika Sekiguchi (関口美香?, Sekiguchi Mika)
La fidanzata di Yoichi Amamiya, viene contagiata leccando dalla sua guancia una gocciolina del sangue di Yoshito Horikawa. Caduta preda della filariosi, continua ad alzare il riscaldamento finché le uova di zanzara tigre contenute nello stomaco del suo arowana australiano, morto nell'acquario per l'incuria di Mika, non si schiudono a nugoli e la pungono, rischiando di far scoppiare un'epidemia di filariosi nel quartiere di Taketoyomachi. Viene salvata da Shimizu, Ikehata e dal resto della sezione di sanità pubblica quando fanno irruzione nel suo appartamento.
Toshie Horikawa (堀川俊江?, Horikawa Toshie)
Madre di Yoshito Horikawa, che lui picchiava per i soldi o futili motivi. Vive reclusa in un tugurio. Contatta una linea di ascolto anti-violenza per paura che suo figlio possa arrivare a ucciderla e Hiroshi Kurokawa le fa l'offerta di un "centro" apposito per lui. È lei che lo manda all'indirizzo del "centro". Non appare particolarmente scalfita dalla notizia della sua morte. Il suo volto ha una sorprendente somiglianza con quello di Yoichi Amamiya.
Haruo Horikawa (堀川治夫?, Horikawa Haruo)
Padre di Yoshito Horikawa, che lui picchiava per i soldi o futili motivi. Disoccupato cronico, passa le giornate all'ufficio di collocamento. Dopo che sua moglie Toshie entra in contatto con Hiroshi Kurokawa, incontra di persona quest'ultimo, che gli espone apertamente la propria filosofia eugenetica ed il funzionamento delle filarie. Haruo è troppo pragmatico per credergli, ma accetta lo stesso perché stanco di aver a che fare con Yoshito. È grazie alla sua testimonianza a Shuichi Takimoto se le indagini si indirizzano sul sedicente fotografo paesaggista Masaaki Mizuno e il suo "centro". Non appare particolarmente scalfito dalla notizia della morte del figlio.
Sugano Tadao (小泉孝一郎?, Kan'no Tadao)
Coroner della polizia, è lui a scoprire le filarie nell'occhio destro del cadavere di Yoshito Horikawa e a mandare a chiamare Shimizu e Ikehata.
Toshiaki Shimizu (清水利晃?, Shimizu Toshiaki)
Hideo Ikehata (池端秀雄?, Ikehata Hideo)
Impiegati della sezione malattie infettive del servizio di sanità pubblica di Sasahara, girano in coppia e sono così sincronizzati da finire l'uno le frasi dell'altro. Vengono convocati dal coroner Sugano Tadao dopo la scoperta delle filarie nel cadavere di Yoshito Horikawa per fornire agli agenti che seguono il caso chiarimenti sulla filariosi e consigli su come proteggersi (spray antizanzare e una compressa di dietilcarbamazina al giorno). Appurato che Yoichi Amamiya non è tornato a casa dopo l'incontro con Horikawa, scoprono e lottano in prima linea contro l'infestazione di zanzare tigre nell'appartamento di Mika Sekiguchi a Taketoyomachi, salvandola. Shimizu nutre dei sospetti sulla validità del test ematico di Mizoguchi, ma non riesce a metterli a fuoco finché non è troppo tardi.
Hiroki Togawa (戸川弘樹?, Togawa Hiroki)
Direttore del servizio di sanità pubblica di Sasahara, si unisce a Shimizu e Ikehata a Taketoyomachi, dove li rimprovera per aver sottovalutato la filariosi dando per scontato delle condizioni stagionali e collabora in prima linea a debellare l'infestazione di zanzare tigre coi suoi sottoposti e i membri dell'unità anti-bioterrorismo.
Koichiro Koizumi (小泉孝一郎?, Koizumi Kōichirō)
Direttore della sezione investigativa del commissariato di Sasahara. È noto per le sue freddure.
Shunsuke Kitajima (北島俊介?, Kitajima Shunsuke)
Abilissimo hacker che occasionalmente lavora per il governo giapponese, aiuta Nao Inoue a reperire i nomi degli acquirenti del Resoconto di viaggio in Botswana di Masaaki Mizuno e, più tardi, l'ubicazione di Hiroshi Kurokawa a Makino. Il personaggio era il protagonista di un altro manga di Tsutsui, Reset.
Noriko Tatsumi (辰巳紀子?, Tatsumi Noriko)
Superiore di Shunsuke Kitajima e vecchia amica di Sakazaki. Anche lei appare in Reset.
Sakazaki (坂崎?)
Maestra della scuola elementare di Makino, si accorge che qualcuno ha divelto la gabbia dei conigli che cura coi bambini (e su di cui gestisce anche un blog) per poi richiuderla come per evitare che scappassero. Telefona alla sua vecchia amica Noriko Tatsumi per esprimerle le sue perplessità, di fatto dando un aiuto determinante alla risoluzione del caso.

## Media

### Manga
Il manga, scritto e illustrato da Tetsuya Tsutsui, è stato serializzato dal 3 dicembre 2004 al 2 maggio 2006 sulla rivista Young Gangan edita da Square Enix. I ventinove capitoli sono stati poi raccolti in tre volumi tankōbon pubblicati dal 25 agosto 2005 al 24 giugno 2006.
In Italia la serie è stata pubblicata da Edizioni BD sotto l'etichetta J-Pop dal 5 luglio al 20 settembre 2007.

#### Volumi
| Nº | Titolo italiano Giapponese 「Kanji」 - Rōmaji | Data di prima pubblicazione        | Data di prima pubblicazione             |
| Nº | Titolo italiano Giapponese 「Kanji」 - Rōmaji | Giapponese                         | Italiano                                |
| 1  | Manhole 1 「マンホール 1」 | 25 agosto 2005 ISBN 4-7575-1507-3  | 5 luglio 2007 ISBN 978-86123-116-08     |
| 1  | Capitoli - 01. Il caso (事件?, Jiken) - 02. Yoshito Horikawa (堀川義人?, Horikawa Yoshito) - 03. Yoichi Amamiya (雨宮洋一?, Amamiya Yōichi) - 04. Contaminazione (感染?, Kansen) - 05. Il buco (穴?, Ana) - 06. Il centro (施設?, Shisetsu) - 07. Il fotografo (写真家の男?, Shashinka no otoko) - 08. La tribù dei guerci (片目族?, Katame-zoku) - 09. Crimine ideologico (確信犯?, Kakushinhan) |                                    |                                         |
| 1  | Trama Un uomo nudo, insanguinato e in stato confusionale appare nella via principale di Sasahara, terrorizzando gli astanti. Lo studente Yoichi Amamiya se lo ritrova di fronte che balbetta frasi sconnesse e, ricevuto un rigurgito di sangue in faccia, lo spinge e fugge via. L'uomo sbatte la testa per terra e muore. Sul luogo dell'incidente, la polizia trova il telefonino di Yoichi e delle impronte sanguinolente che conducono a un tombino. Il detective Ken Mizoguchi vi telefona a Mika Sekiguchi, la fidanzata di Yoichi, che però lo copre. Durante l'autopsia, i medici estraggono un lungo verme dall'occhio destro, glauco e pulsante, del morto. La mattina dopo da Mika, Yoichi si accorge di un bozzo sotto l'occhio che continua a crescere e decide di parlare con la polizia. La vittima viene identificata come "Yoshito Horikawa" e Mizoguchi si reca con la sua assistente Nao Inoue ad interrogare la madre, che però non ha sue notizie da quando l'ha spedito in un centro consigliato da un amico del marito, nella speranza che potessero fare qualcosa per lui, ludopate violento. Tornati in centrale, Mizoguchi viene informato dai medici che ben quattro esemplari sconosciuti di filarie simili ai loa loa sono stati estratti dall'occhio di Horikawa: il suo stato era dovuto proprio alle filarie, che, divorandogli l'ipotalamo, l'hanno privato degli stimoli primari. Fortunatamente, a meno di contatti diretti, un contagio sembra improbabile, non esistendo d'inverno in Giappone ditteri in grado di trasmettere le microfilarie che si trovano nel sangue infetto. Inoue interroga Yoichi, che ricorda di aver distinto tra i deliri dell'uomo la parola "mamma". Le filarie però s'impossessano anche di lui che, entrato in stato confusionale, esce in strada e muore investito. Avendo riscontrato tracce di cloroformio e piazzamento di elettrodi nel corpo di Horikawa, Mizoguchi e Inoue vanno all'indirizzo del misterioso centro, convinti che dietro la filariosi ci sia una mente umana, ma trovano solo un parcheggio vuoto. Memore del primo caso, Inoue nota un tombino che, aperto, svela un improvvisato studio medico, dove, a loro insaputa, era imprigionato un altro infetto, ora fuggito nelle fogne. Nello studio sotterraneo, Inoue trova il diario di viaggio in Botswana di un certo Masaaki Mizuno. Masaaki Mizuno è anche il nome di un sedicente fotografo paesaggista che il padre di Horikawa dà alla polizia come di chi gli aveva parlato del centro: un nostalgico della lobotomia, Mizuno gli aveva esposto il suo piano per liberare la società dai criminali irrecuperabili e da altri indesiderabili con un metodo simile, le filarie scoperte in una tribù isolata del Botswana dall'autodisciplina sovrumana, poiché privati degli stimoli primari, e cieca dall'occhio destro. Secondo Mizuno, ad esercitare il libero arbitrio rimarrebbero così solo individui dotati di ferreo autocontrollo come se stesso, infettatosi apposta, mentre gli "indegni alla vita" sarebbero come lobotomizzati dalle filarie. Nel frattempo, anche Mika è infetta: col calorifero acceso, nell'appartamento si crea l'habitat perfetto per l'incubazione delle uova di zanzara tigre presenti in un arowana putrefatto nell'acquario, che si schiudono, nutrendosi innumerevoli del sangue della ragazza. Una di esse punge una vicina, trasmettendole le microfilarie: il contagio è cominciato. |                                    |                                         |
| 2  | Manhole 2 「マンホール 2」 | 25 gennaio 2006 ISBN 4-7575-1609-6 | 9 agosto 2007 ISBN 978-86123-117-76     |
| 2  | Capitoli - 10. Il secondo uomo (prima parte) (遭遇?, Sōgū) - 11. Il secondo uomo (seconda parte) (2番目の男?, 2-Banme no otoko) - 12. Testimonianza (証言?, Shōgen) - 13. Nube nera (黒い霧?, Kuroi kiri) - 14. Situazione critica (最悪の事態?, Saiaku no jitai) - 15. Lacuna (脱落?, Datsuraku) - 16. L'incubo di Taketoyomachi (竹豊町の悪夢?, Taketoyomachi no akumu) - 17. Mika Sekiguchi (関口美香?, Sekiguchi Mika) - 18. Coincidenze (偶然?, Gūzen) - 19. Egemonia (制圧?, Seiatsu) |                                    |                                         |
| 2  | Trama L'infetto involontariamente liberato da Inoue emerge, nudo e barcollante come Horikawa, da un tombino e insegue una ragazza prima di essere arrestato. Il "secondo uomo" viene identificato come Masaki Tamura, un pedofilo che quattro anni prima aveva rapito e stuprato una bambina, per poi recapitare al nonno di lei, che se ne prendeva cura, la videoregistrazione delle sevizie. A causa del cloroformio, motivo per cui al buio non era riuscito a liberarsi prima dell'arrivo di Mizoguchi e Inoue, non ricorda nulla di come sia arrivato al Centro, pur sembrando più lucido di Horikawa. Dopo averlo interrogato, Mizoguchi scopre che Tamura si era recato al vecchio indirizzo della sua vittima e che prima stava goffamente cercando di aiutare la ragazza. Nota anche come l'istinto di Horikawa, pur privato di tutte le pulsioni primarie, fosse stato quello di andare a casa ad abbracciare sua madre, che nel delirio aveva confuso per l'incredibilmente somigliante Yoichi. Questi barlumi di umanità in persone altrimenti irredimibili rendono Mizoguchi e Inoue ancor più determinati a fermare Mizuno. La polizia si rende conto che Yoichi non ha passato la notte a casa sua dopo l'incidente e, risaliti a Mika grazie ai messaggi lasciati sul telefonino in preda alle filarie, si recano a casa sua, avvolta da un nugolo di zanzare. Mizoguchi soccorre la vicina di Mika e il figlio, entrambi infetti, ma si ferisce con un coltello sporco del loro sangue. In una corsa contro il tempo prima dell'alba, quando le zanzare diventeranno attive, il servizio di sanità pubblica mette in quarantena la zona e debella tutti gli insetti usando armi sonore, calorifere, agenti disinfestanti e test ematici per i residenti, mentre le temperature invernali fanno il resto. Per la gioia di Inoue, il test di Mizoguchi incredibilmente risulta negativo alle microfilarie e l'uomo viene reintegrato in servizio. Da lontano, Mizuno osserva la scena e dichiara l'inizio della "seconda fase" del piano. |                                    |                                         |
| 3  | Manhole 3 「マンホール 3」 | 24 giugno 2006 ISBN 4-7575-1707-6  | 20 settembre 2007 ISBN 978-86123-118-44 |
| 3  | Capitoli - 20. Inseguimento (追跡?, Tsuiseki) - 21. Minaccia (脅迫?, Kyōhaku) - 22. Il collaboratore (協力者?, Kyōryokusha) - 23. Tu hai sbagliato (れでもあなたは間違っている?, Re demo anata wa machigatte iru) - 24. Ken Mizoguchi (溝口健?, Mizoguchi Ken) - 25. Determinazione (覚悟?, Kakugo) - 26. Strani incidenti (異変?, Ihen) - 27. Epidemia (アウトブレイク?, Outbreak) - 28. Hiroshi Kurosawa (黒川宏?, Kurosawa Hiroshi) - 29. Epilogo (集結?, Shūketsu) |                                    |                                         |
| 3  | Trama Dopo che le autorità classificano quanto accaduto come un atto di bioterrorismo, a Mizoguchi e Inoue subentra un'unità di crisi istituita appositamente per fermare Mizuno. I due si risolvono quindi ad indagare su aspetti collaterali del caso, scoprendo ad esempio che Tamura era stato costretto a recarsi al Centro da un ricatto anonimo riguardo ai suoi precedenti. L'unità di crisi trova l'indirizzo di Mizuno per scoprire che il criminale si è meramente servito dell'identità dell'incolpevole fotografo, da mesi all'estero. Con le indagini a un punto morto, Inoue ha un'intuizione: notando che il diario di viaggio di Mizuno è venduto solo online, prova a risalire ai nomi dei compratori, prima per vie legali e poi rivolgendosi a un hacker, Shunsuke Kitajima. Assottigliando la ricerca, un nome salta all'occhio, quello di Hiroshi Kurokawa, il nonno della bambina vittima di Tamura. I sospetti vengono confermati dal fatto che gli strumenti medici rinvenuti al Centro risultino provenienti dallo stesso laboratorio presso cui era impiegato Kurokawa, un biologo specializzato in nematodi parassiti licenziatosi due anni prima e sparito per un anno in Africa assieme a una donazione di 100 milioni di yen destinata all'istituto. Per l'unità, il piano di Kurokawa è chiaro: vendicarsi di Tamura con la filariosi, usando Horikawa come cavia. Mizoguchi non è convinto, esistendo modi ben più semplici e condivisibili per farlo. Lui e Inoue si recano a Makino, una città alle prese con un piromane, ritenendo che sia il suo prossimo obiettivo in linea con quanto dichiarato al signor Horikawa, ma per strada Mizoguchi viene infettato dalla filariosi: particolarità delle microfilarie è infatti il presentarsi solo nelle ore in cui potrebbero venire trasmesse da un dittero ed i test ematici erano avvenuti più tardi; Mizoguchi dunque era sempre stato positivo e la dietilcarbamazina assunta dagli agenti ne aveva ritardato il contagio di 72 ore. Disperata, Inoue lo costringe a prendere altre pillole con un bacio, poi ruba una pistola e raggiunge Makino, conscia di aver meno di 72 ore per fermare Kurokawa. Lì, viene informata da Kitajima che Kurokawa potrebbe essere dietro alle misteriose effrazioni di luoghi con animali che stanno colpendo Makino, allo scopo di contagiare gli animali, portatori sani, e aspettare che in estate le zanzare trasmettano la filariosi a tutti gli abitanti, compreso il piromane. Kitajima le dà anche l'indirizzo della probabile prossima tappa del piano, dove Inoue coglie Kurokawa sul fatto e gli spara. In custodia della polizia, Kurokawa afferma di aver fatto in modo che le persone scoprano la verità e che la storia gli darà ragione, prima di suicidarsi inghiottendo una vite durante una risonanza magnetica. Nel mezzo della bufera mediatica riguardo agli errori dell'unità di crisi, Inoue lascia la polizia senza che nessuno se ne accorga. Tre mesi dopo, mentre si concludono le operazioni di debellamento della filariosi a Makino, Mizoguchi, uscitone indenne tranne che per un occhio in meno grazie alla forza di volontà, fa visita a Inoue nel locale in cui lavora e la convince a tornare in polizia con lui. |                                    |                                         |